# 家族で選ぶにっぽんの歌
『家族で選ぶにっぽんの歌』（かぞくでえらぶ にっぽんのうた）は、NHK総合テレビで1994年から2014年まで毎年1回（2003年を除く）放送されていた音楽番組である。

## 概要
NHKホールから公開録画放送。幅広い年齢層をターゲットにしているため、紹介される曲は懐メロから最新ヒット曲まで様々である。NHKネットクラブ会員へのアンケートを基に選曲を行っている。かつては、番組モニターへのアンケートを基に選曲を行っていた。
基本的には3月の放送であったが、1998年から5年間は秋（10月か11月）に放送した。2011年は東日本大震災の影響による変更で、5月に放送された。
NHKの音楽番組としては珍しく、司会に局アナウンサーが一切関わっていない。進行は父親（後年は祖父）役の伊東四朗（おしんで父親役）や家族設定の数名で務めた。
チャンネル銀河で過去数年間分が再放送された。

## 放送日・司会者
| 回数   | 放送日         | 司会     | 司会     | 司会         | 備考                                                                       |
| 回数   | 放送日         | 父親役   | 母親役   | 娘（息子）役 | 備考                                                                       |
| ------ | -------------- | -------- | -------- | ------------ | -------------------------------------------------------------------------- |
| 第1回  | 1994年3月21日  | 伊東四朗 | 池内淳子 | 三田寛子     |                                                                            |
| 第2回  | 1995年3月21日  | 伊東四朗 | 中村玉緒 | 三田寛子     |                                                                            |
| 第3回  | 1996年3月30日  | 伊東四朗 | 中村玉緒 | 早坂好恵     |                                                                            |
| 第4回  | 1997年3月29日  | 伊東四朗 | 藤田弓子 | 岩崎ひろみ   |                                                                            |
| 第5回  | 1998年10月24日 | 伊東四朗 | 原日出子 | 西田ひかる   |                                                                            |
| 第6回  | 1999年10月30日 | 伊東四朗 | 原日出子 | 知念里奈     | 祖母役として内海桂子も登場した。                                           |
| 第7回  | 2000年11月23日 | 伊東四朗 | 原日出子 | 今井絵理子   |                                                                            |
| 第8回  | 2001年12月22日 | 伊東四朗 | 中田喜子 | さとう珠緒   |                                                                            |
| 第9回  | 2002年11月23日 | 伊東四朗 | 柴田理恵 | 安達祐実     |                                                                            |
| 第10回 | 2004年3月20日  | 伊東四朗 | 柴田理恵 | 安達祐実     |                                                                            |
| 第11回 | 2005年3月19日  | 伊東四朗 | 宮崎美子 | 後藤真希     |                                                                            |
| 第12回 | 2006年3月18日  | 伊東四朗 | 柴田理恵 | ベッキー     |                                                                            |
| 第13回 | 2007年3月24日  | 伊東四朗 | 柴田理恵 | ベッキー     |                                                                            |
| 第14回 | 2008年3月15日  | 伊東四朗 | 柴田理恵 | 中川翔子     |                                                                            |
| 第15回 | 2009年3月24日  | 伊東四朗 | 柴田理恵 | 中川翔子     |                                                                            |
| 第16回 | 2010年3月22日  | 伊東四朗 | 柴田理恵 | 中山優馬     | この回は息子役が登場した。                                                 |
| 第17回 | 2011年5月5日   | 伊東四朗 | 柴田理恵 | 瀧本美織     | [ 3 ]                                                                      |
| 第18回 | 2012年3月20日  | 伊東四朗 | 柴田理恵 | 川島海荷     | [ 4 ]                                                                      |
| 回数   | 放送日         | 司会     | 司会     | 司会         | 備考                                                                       |
| 回数   | 放送日         | 祖父役   | 母役     | 孫役         | 備考                                                                       |
| 第19回 | 2013年3月23日  | 伊東四朗 | 宮崎美子 | 大島優子     | この回から伊東は父親役からおじいちゃん（祖父）役に、娘役は孫役に変更した。 |
| 第20回 | 2014年3月29日  | 伊東四朗 | 榊原郁恵 | 篠田麻里子   | [ 6 ]                                                                      |

## 出演者
50音順。名前の横の括弧は歌唱した楽曲。

### 第1回
- 加山雄三（君といつまでも）
- 梅沢富美男（夢芝居）
- テレサ・テン（別れの予感）
- ばんばひろふみ（『いちご白書』をもう一度）
- 石川さゆり（天城越え）
- しゅうさえこ（きっとしあわせ）
- 森進一（襟裳岬）
- 大川栄策（さざんかの宿）
- 大月みやこ（女の港）
- 金田たつえ（花街の母）
- 門脇陸男（祝い船）
- 川田正子（みかんの花咲く丘）
- キム・ヨンジャ（川の流れのように）
- 佐藤光政（マイ・ウェイ）
- 島倉千代子（人生いろいろ）
- 芹洋子（四季の歌）
- デューク・エイセス（上を向いて歩こう）
- 中島啓江（アメイジング・グレイス）
- ペギー葉山（かあさんの歌）
- 三船和子（だんな様）

### 第2回
- 五輪真弓
- 奥村チヨ
- 森進一
- 吉幾三
- 森公美子
- 三波春夫
- 堀内孝雄
- パティ・キム
- 大事MANブラザーズ（それが大事）
- 瀬川瑛子
- 塩田美奈子
- 喜納昌吉
- 尾崎紀世彦
- 大津美子
- おおたか静流
- 秋吉恵美
- 小林カツ代
- 羽田健太郎

### 第3回
- 石川さゆり（天城越え）
- 伊東ゆかり（テネシーワルツ）
- 坂本冬美（祝い酒）
- 水前寺清子（365歩のマーチ）
- 錦織健（初恋）
- イルカ（なごり雪）
- 冠二郎（男はつらいよ）
- 尾藤イサオ（あしたのジョー）
- 西田ひかる（Top of the World）
- 前川清（喜びも悲しみも幾歳月）
- 石嶺聡子（琵琶湖周航の歌）
- ペギー葉山（学生時代）
- 松居直美（揺籃のうた、春よ来い）
- ダークダックス（トロイカ、ともしび）
- 藍川由美（長崎の鐘、新しき朝の）
- 山本潤子（卒業写真）
- 円広志（夢想花）
- 島田歌穂（Tonight）

### 第4回
- 五木ひろし（昴）
- 鳳蘭
- 南こうせつ（神田川）
- 細川たかし（浪花節だよ人生は、哀愁列車）
- 村田英雄（夫婦春秋、王将）
- 坂本冬美（柔）
- 石嶺聡子（花）
- 香西かおり（あなた）
- 前川清
- 塩田美奈子
- 菅原洋一（忘れな草をあなたに）
- 天童よしみ
- 西田ひかる（TOMORROW、TOP OF THE WORLD)

### 第5回
- MAX（Grace of my heart）
- 岩崎宏美（恋におちて -Fall in love-、聖母たちのララバイ）
- 小林幸子
- 塩田美奈子
- 谷村新司（昴）
- デューク・エイセス（小さい秋みつけた）
- 天童よしみ（大ちゃん数え唄）
- 前川清
- 森口博子・西田ひかる（キャンディ♡キャンディ、ドラえもんのうた、ひょっこりひょうたん島）

### 第6回
- 加山雄三（君といつまでも）
- 森進一（川の流れのように、襟裳岬）
- 水前寺清子
- 岩崎宏美
- 南こうせつ
- 堀内孝雄
- 西田ひかる
- 岡本敦郎
- にしきのあきら

### 第7回
- 石川さゆり（天城越え、秋桜）
- 細川たかし（哀愁列車、南部牛追唄）
- 前川清（TSUNAMI）
- 錦織健（荒城の月）
- 伊勢正三・イルカ（22才の別れ、なごり雪）
- 大泉逸郎（孫）
- 尾崎亜美（オリビアを聴きながら）
- 坂本冬美（真赤な太陽）
- 沢知恵（男はつらいよ）
- 芹洋子（ふるさと）
- 今井絵里子（in the Name of Love）

### 第8回
- 森進一（時代）
- 布施明
- 新垣勉
- 五輪真弓
- 岩崎良美
- 小林幸子
- 坂本冬美
- 佐々木功
- ダ・カーポ
- 氷川きよし
- 細川たかし
- 堀江美都子
- 前川清
- 渡辺真知子

### 第9回
- 五木ひろし
- 岩崎宏美
- 太田裕美
- 塩田美奈子
- 柴矢裕美
- 島谷ひとみ
- ZONE
- 田川寿美
- タケカワユキヒデ
- 夏川りみ
- 氷川きよし
- マイク眞木
- ムッシュかまやつ

### 第10回
- 氷川きよし（きよしのズンドコ節、遠い昔の母の胸に）
- 南こうせつ
- ゴスペラーズ
- 橋幸夫（いつでも夢を）
- 夏川りみ（涙そうそう）
- 和田アキ子（あの鐘を鳴らすのはあなた）
- ペギー葉山（ケ・セラ・セラ）
- 華原朋美（I'm proud）
- 沢知恵
- 沢田知可子（会いたい）
- 松浦亜弥（ね〜え?）
- ピンクレディー（UFO、サウスポー、ペッパー警部）

### 第11回
- 岩崎良美（タッチ）
- INSPi（仰げば尊し、巣立ちの歌）
- 太田裕美（木綿のハンカチーフ）
- 岡本敦郎（白い花の咲く頃）
- 岡本真夜（TOMORROW）
- Song for Memories:山本潤子、細坪基佳、鈴木康博（翼をください、卒業写真）
- 柏原芳恵（春なのに、上記グループと贈る言葉）
- 川田正子（みかんの花咲く丘、とんがり帽子）
- 木村弓（いつも何度でも）
- 後藤真希（オリビアを聴きながら）
- こぶ茶バンド:加藤茶・仲本工事・高木ブー（いい湯だな）
- 酒井俊（満月の夕）
- ささきいさお（宇宙戦艦ヤマト）
- 森進一（おふくろさん）
- 由紀さおり・安田祥子（赤とんぼ～どこかに帰ろう）

### 第12回
- 尾崎紀世彦（また逢う日まで）
- 酒井法子（碧いうさぎ、なごり雪）
- 修二と彰（青春アミーゴ、贈る言葉）
- 水前寺清子（365歩のマーチ）
- タケカワユキヒデ（銀河鉄道999）
- 倍賞千恵子（みかんの花咲く丘）
- 平原綾香（誓い、翼をください）
- 宮本益光（喜びも悲しみも幾歳月）
- 森進一（襟裳岬）
- 雪村いづみ（テネシーワルツ）
- 和田アキ子（Mother）

### 第13回
- 秋川雅史（千の風になって、大きな古時計）
- アグネス・チャン（ひなげしの花）
- 石川さゆり
- イルカ
- 香田晋（あゝ上野駅）
- 小金沢昇司（初恋）
- 後藤真希・矢口真里（渚のシンドバッド、プレイバックパート2）
- TOKIO（宙船、由紀と上を向いて歩こう）
- 由紀さおり（手紙、リンゴの唄）
- 橋幸夫（恋のメキシカン・ロック）・ベッキー（いつでも夢を）
- 南野陽子（吐息でネット）

### 第14回
- 秋川雅史（千の風になって）
- 岩崎宏美（思秋期）
- 太田裕美（木綿のハンカチーフ）
- 関ジャニ∞（ワッハッハー）
- 小柳ルミ子（瀬戸の花嫁）
- 坂本冬美（愛燦燦、三百六十五歩のマーチ）
- 千昌夫（北国の春）
- 谷村新司（いい日旅立ち、昴）
- 氷川きよし（上を向いて歩こう[注 1]、三百六十五歩のマーチ）
- 水森かおり（さくら（独唱））
- 安田祥子・由紀さおり（仰げば尊し、故郷）
- リュ・シウォン（花の首飾り）

### 第15回
- 秋川雅史（旅立ちの日に）
- 岩崎宏美（見上げてごらん夜の星を、聖母たちのララバイ）
- 岩崎良美（見上げてごらん夜の星を、タッチ）
- 北島三郎（まつり、帰ろかな）
- 大事MANブラザーズオーケストラ（それが大事）
- 夏川りみ（涙そうそう）
- 氷川きよし（きよしのズンドコ節、憧れのハワイ航路、いつでも夢を[注 2]）
- ペギー葉山（学生時代）
- 茉奈 佳奈（リンゴの唄[注 2]、いつでも夢を[注 2]、赤いスイートピー）
- 水木一郎（マジンガーZ）
- 森進一（川の流れのように、おふくろさん）
- 渡辺美里（My Revolution）

### 第16回
- 秋川雅史（かあさんの歌、仰げば尊し、卒業写真）
- 秋元順子（青春時代、贈る言葉、卒業写真）
- 石川ひとみ（まちぶせ）
- 五木ひろし（嵐を呼ぶ男、千曲川）
- 岡本敦郎（白い花の咲く頃）
- 坂本冬美（夜桜お七）
- ジェロ（上を向いて歩こう）
- FUNKY MONKEY BABYS（ヒーロー）
- 前川清&クールファイブ（そして、神戸）
- 真琴つばさ（プレイバックPart2）
- YOU&優馬（元気ニッポンスーパーメドレー〜東京ブギウギ→買い物ブギ→監獄ロック→涙くんさよなら→NYC）
- 山本潤子（翼をください、卒業写真）
- 山本リンダ（狙いうち）

### 第17回
- 秋川雅史（喜びも悲しみも幾歳月）
- あべ静江（みずいろの手紙）
- 植村花菜（トイレの神様）
- 金井克子（他人の関係）
- 郷ひろみ（スペシャルメドレー（男の子女の子→よろしく哀愁→お嫁サンバ→2億4千万の瞳））
- 島津亜矢（帰らんちゃよか）
- ジュディ・オング（魅せられて）
- 夏川りみ（涙そうそう）
- 橋幸夫（野風増）
- 二葉百合子（岸壁の母）
- 槙みちる（若いってすばらしい）
- 森進一（ヨイトマケの唄）

備考
- 当初3月21日に放送予定だった[1]が、10日前に発生した東北地方太平洋沖地震（東日本大震災）に伴う特別報道態勢のため延期となっていた。また、放送時間も19:30 - 20:39となった[注 3]。
- 例年番組で取り上げていた卒業ソング及び春にまつわる楽曲は『MUSIC JAPAN SPECIAL 2011 春まつり』（2011年4月2日（土曜日）23:40 - 24:53に放送[注 4]）で取り上げたため、放送されなかった。
- 二葉は前年3月に歌手生活から引退することを表明していたため、これが最後のテレビ出演となった。なお3月6日に、本番組収録と同じNHKホールにて、さよなら公演が催された[注 5]。
- 2011年の平均視聴率は15.0％（関東地区、ビデオリサーチ調べ）。
- この年は7月24日にデジタル完全移行を控えており、最後の放送となったアナログ放送 (NTSC) ではレターボックスサイズで放送された。

### 第18回
- 青木光一（柿の木坂の家）
- 秋川雅史（あすという日が）
- 石丸幹二（朧月夜、赤とんぼ、故郷）
- 五木ひろし（夜霧よ今夜も有難う、倖せさがして）
- A.B.C-Z（スーパーアイドルメドレー〜Za ABC〜5stars〜→高校三年生→涙くんさよなら→ブルドッグ→男の子女の子→ギンギラギンにさりげなく）
- 北島三郎（帰ろかな、まつり）
- 小柳ルミ子（瀬戸の花嫁）
- 谷村詩織（いい日旅立ち）
- 谷村新司（いい日旅立ち、陽はまた昇る）
- 新妻聖子（故郷を離るる歌、赤とんぼ、故郷）
- 平原綾香（おひさま〜大切なあなたへ）
- 本田路津子（一人の手）
- 黛ジュン（乙女の祈り）
- 山根康広（Get Along Together）

### 第19回
- 秋川雅史（ビリーヴ）
- 石川さゆり（津軽海峡・冬景色）
- 石川ひとみ（まちぶせ）
- 五木ひろし（故郷→ふるさと）
- HY（いちばん近くに）
- AKB48（憧れのアイドル・AKB48スペシャルメドレー→ヘビーローテーション→会いたかった→So long !）
- さとう宗幸（青葉城恋唄）
- 水前寺清子（三百六十五歩のマーチ）
- 千昌夫（北国の春）
- デューク・エイセス（おさななじみ）
- 新沼謙治（嫁に来ないか）
- 倍賞千恵子（四季の叙情歌メドレー→朧月夜→われは海の子→里の秋→冬景色→春が来た）
- 原田真二（キャンディ）
- 藤あや子（あや子のお国自慢だよ）
- 堀内孝雄（遠くで汽笛を聞きながら）
- Rake（100万回の「I love you」）

備考
- 卒業ソングが2010年以来3年ぶりに番組で取り上げられた（秋川雅史の『ビリーヴ』とAKB48の『So long !』）。

### 第20回
- 北島三郎（まつり、帰ろかな）
- 吉幾三（娘に…）
- 二葉百合子（岸壁の母）
- 坂本冬美（また君に恋してる）
- 石川さゆり（天城越え、風の盆恋歌）
- 石野真子（狼なんか怖くない）
- 早見優（夏色のナンシー）
- 榊原郁恵（夏のお嬢さん）
- 高橋洋子（残酷な天使のテーゼ）
- 氷川きよし（あゝ上野駅、櫻）
- Hey! Say! JUMP（メドレー（Ultra Music Power→Come On A My House→AinoArika））
- きゃりーぱみゅぱみゅ（メドレー（ファッションモンスター→ゆめのはじまりんりん））
- クリス・ハート（Home）
- 福田こうへい（南部蝉しぐれ）

備考
- 二葉百合子が2011年の引退以来3年ぶりに番組出演を果たした。
- 前年に続き、卒業ソングが番組で取り上げられた（きゃりーぱみゅぱみゅの「ゆめのはじまりんりん」）。

## 受賞歴
- 日本照明家協会 第29回協会賞 奨励賞 本橋幸一郎[7]